# Protokół uzgadniania kluczy
Protokół uzgadniania kluczy – protokół kryptograficzny, dzięki któremu dwie (lub więcej) stron może uzgodnić klucz w taki sposób, że obie mają wpływ na rezultat. Jeżeli zostanie on wykonany prawidłowo, wówczas wykluczone będzie ryzyko tego, iż niepożądane trzecie strony będą mogły wymuszać wybór klucza pomiędzy stronami "uzgadniającymi". 
Użyteczne protokoły nie pozwalają także żadnej innej stronie na przechwycenie informacji odnośnie do uzgodnionego klucza.
Wiele systemów wymiany klucza pozwala jednej stronie wygenerować klucz, a następnie po prostu wysyła go drugiej stronie - wówczas "odbiorca" nie ma żadnego wpływu na klucz.
Korzystanie z protokołów uzgadniania kluczy pozwala uniknąć niektórych problemów, związanych z dystrybucją klucza, które występują w tego typu systemach.
Protokoły, w których obie strony mają wpływ na ostateczny wydzielony klucz są jedynym sposobem na zaimplementowanie doskonałego utajniania z wyprzedzeniem.

## Wymiana klucza wykładniczego
Pierwszą oficjalnie ogłoszoną publiczną wersją protokołu, która spełniała przedstawione kryteria, był Protokół Diffiego-Hellmana, w którym dwie strony wspólnie
stosowały generator liczb losowych w taki sposób, że potencjalny intruz - podsłuchujący komunikację - nie był w stanie jednoznacznie określić, jaka jest wartość wyjściowa, użyta w celu stworzenia współdzielonego klucza.
Wymiana klucza wykładniczego nie określa żadnych wstępnych uzgodnień pomiędzy stronami ani kolejnych procedur uwierzytelniania pomiędzy nimi, przez co została określona mianem protokołu uzgadniania klucza anonimowego.